# Axel Scholtz
Axel Scholtz, auch Axel Scholz (* 1. März 1935 in Schweidnitz, Niederschlesien; † 21. April 2025), war ein deutscher Schauspieler und Synchronsprecher.

## Leben
Der Sohn eines schlesischen Kaufmanns und einer Wienerin wuchs in seiner Heimat und dann in München auf. Bereits als Kind übernahm er in der Theateradaption von Emil und die Detektive eine Rolle an den Münchner Kammerspielen, später spielte er am Volkstheater. Als Zwölfjähriger war er 1947 in Zwischen gestern und morgen erstmals in einem Film zu sehen.
Nach der Schule absolvierte er eine Fotografenausbildung, erhielt Schauspielunterricht bei Friedrich Domin und schließlich an der Otto-Falckenberg-Schule in München. Auftritte führten ihn unter anderem an das Münchner Kabarett Die Zwiebel und nach Berlin zu den Stachelschweinen. 1975 und 1985 gastierte er an der Kleinen Komödie in München. Scholtz wirkte in vielen Filmen und Fernsehproduktionen mit, zudem arbeitete er in der Synchronisation und für zahlreiche Hörspiele. Seit 1994 trat er an verschiedenen Spielstätten mit Helmut Qualtingers Ein-Mann-Stück Der Herr Karl auf.
Axel Scholtz starb am 21. April 2025 im Alter von 90 Jahren.

## Filmografie (Auswahl)
- 1947: Zwischen gestern und morgen
- 1948: Wege im Zwielicht
- 1950: Manege frei (Au revoir M. Grock)
- 1950: Der Theodor im Fußballtor
- 1950: Alles für die Firma
- 1950: Küssen ist keine Sünd
- 1950: Sensation im Savoy
- 1951: Herzen im Sturm
- 1952: Ein ganz großes Kind
- 1955: Marianne
- 1958: Der Pauker
- 1960: Fabrik der Offiziere
- 1960: Brücke des Schicksals
- 1961: Toller Hecht auf krummer Tour
- 1961: Ihr schönster Tag
- 1962: Der Mann im Fahrstuhl
- 1963: Zweierlei Maß
- 1964: George Dandin
- 1964: Das Kriminalmuseum: Akte Dr. W. (Fernsehserie)
- 1964: Hafenpolizei (Fernsehserie, Folge Gefährliche Geschenke)
- 1965: Michael Kramer
- 1965: Die fünfte Kolonne (Fernsehserie, Folge Besuch von drüben)
- 1966: Das Millionending (Fernsehzweiteiler)
- 1969: Engelchen macht weiter – hoppe, hoppe Reiter
- 1969: Die Hupe – Eine Schülerzeitung (Fernsehserie, 13 Folgen)
- 1970: Faust auf eigene Faust
- 1972: Tatort: Kressin und der Mann mit dem gelben Koffer (Fernsehreihe)
- 1972: Agent aus der Retorte
- 1972: Verdacht gegen Barry Croft
- 1973: Ein unheimlich starker Abgang
- 1973: Tod auf der Themse
- 1975: Champagner aus dem Knobelbecher
- 1976: Sternsteinhof
- 1976: Lobster (Fernsehserie, Folge Der Einarmige)
- 1976, 1983: Derrick (Fernsehserie, verschiedene Rollen, 2 Folgen)
- 1978: Heinrich Heine
- 1978: 1982: Gutenbach
- 1981: Das Ende vom Anfang
- 1982: Die weiße Rose
- 1983: Katharina und ihre wilden Hengste
- 1983: Verkehrsgericht (Gerichtssendung, Folge 1 Wolfgang A. fuhr ohne Führerschein)
- 1984: Das Ende vom Anfang
- 1986: Stinkwut
- 1986: Didi auf vollen Touren
- 1986: Killing Cars
- 1987: Die Hausmeisterin (Fernsehserie, 3 Folgen)
- 1987–1988: Zur Freiheit (Fernsehserie, 3 Folgen)
- 1989: Zwei Münchner in Hamburg (Fernsehserie, 3 Folgen)
- 1989: Die schnelle Gerdi (Fernsehserie, Folge Gutes neues Jahr)
- 1990: Das schreckliche Mädchen
- 1992: Die Männer vom K3 (Fernsehserie, Folge Halali für einen Jagdfreund)
- 1992: Lilli Lottofee (Fernsehserie, 6 Folgen)
- 1993–2002: Café Meineid (Fernsehserie, 3 Folgen)
- 1994–1996: Immer wieder Sonntag (Fernsehserie, 4 Folgen)
- 1995: Der schwarze Fluch – Tödliche Leidenschaften
- 1995: Mutters Courage
- 1996–2001: Die Wache (Fernsehserie, verschiedene Rollen, 5 Folgen)
- 1997: Verbotene Liebe (Fernsehserie, 3 Folgen)
- 1998: Der letzte Zeuge (Fernsehserie, Folge Wenn sich zwei Monde kreuzen)
- 1998–2004: SOKO 5113/SOKO München (Fernsehserie, verschiedene Rollen, 5 Folgen)
- 1998–2010: Peter Steiners Theaterstadl (Fernsehreihe)
  - 1998: Der Wastl wirds schon richten
  - 1998: Liebestropfen
  - 2009: Aufstand der Jungfrauen
- 2003–2016: Die Rosenheim-Cops (Fernsehserie, verschiedene Rollen, 6 Folgen)
- 2005: Tatort: Nur ein Spiel
- 2005: Tatort: Die Spieler
- 2005: Beutolomäus sucht den Weihnachtsmann (Fernsehserie, 24 Folgen)
- 2005: Munich Mambo
- 2008–2009: Der Bergdoktor (Fernsehserie, 2 Folgen)
- 2012: Unter Verdacht: Das Blut der Erde (Fernsehreihe)
- 2013: Notruf Hafenkante (Fernsehserie, Folge La Paloma)
- 2013: Liebe am Fjord – Zwei Sommer (Fernsehreihe)
- 2020: WaPo Bodensee (Fernsehserie, Folge Mord um sieben)

## Synchronrollen (Auswahl)

### Filme
- 1962: Jeremy Bulloch als Johnny Droste in Im Namen des Teufels
- 1975: Mikhail Kononov als Alyosha in Im Feuer ist keine Furt
- 1975: Michael J. Pollard als Clem in Verdammt zu leben – verdammt zu sterben
- 1981: John Volstad als Gehilfe in Ich glaub’ mich knutscht ein Elch!
- 1986: Fabián Conde als Mexikaner in Killer adios
- 1991: Frits Lambrechts als Schnuffi in Sebastian Superbär – Retter aus dem Weltall
- 1992: Ken Davitian als Fat Man in Maximum Force
- 1993: Joseph Shiloach als Akmir in American Cyborg
- 1994: Joseph Ragno als Ernie in Die Verurteilten
- 1994: Jack Caffrey als Richter in Die Troublemaker
- 1994: Tom Connor als Bankangestellter in Die Troublemaker
- 1999: Harry Shearer als G. Gordon Liddy in Ich liebe Dick
- 2001: Peter Whitford als Bühnenmeister in Moulin Rouge
- 2010: Chalo González als Bandleader in Plan B für die Liebe
- 2011: Jeff Garlin als Otis in Cars 2

### Serien
- 1971: Tommy Johnson als Björn in Ferien auf der Kräheninsel
- 1991: Royce D. Applegate als Rev. Clarence Brocklehurst in Twin Peaks
- 1992: Richard Foronjy als Sergeant in M*A*S*H
- 1994: Duke Bannister als Dan Shephard in Die fliegenden Ärzte
- 1997: Edward Binns als John Flint in Bonanza